# Marvel: Avengers Alliance
Marvel: Alianța Răzbunătorilor este un joc de rețea socială dezvoltat de Playdom pe data de 1 martie 2012. Jocul se bazează pe personaje și povești publicate de Marvel Comics și scrise de către Alex Irvine. Jocul era disponibil ca o aplicație Adobe Flash pe Facebook. Din 20 aprilie, jocul de pe site-ul oficial s-a închis. Acesta a fost lansat oficial pe Facebook la 1 martie 2012, inițial lansat ca promovare pentru Studiourile Marvel și pentru filmul Răzbunătorii.

## Derularea jocului

### Povestea

#### Începutul
Jucătorul controlează un agent al organizației secrete S.C.U.T. Pe măsură ce jocul avansează, mai mulți eroi sau foști rău-făcători se alătură alianței neobișnuite, pentru salvarea planetei.

#### Sezonul 1
O explozie cosmică misterioasă a adus pe Terra o energie ce sporește puterile tuturor. Agentul lucrează în New York pentru a opri nelegiuiții și a salva orașul. Multe grupări ale rău-făcătorilor au sesizat potențialul IZO-8 și au pornit căutarea lui, cercetarea lui iar pentru a obține rezultate nu s-au dat înlături de la nimic. Sezonul se încheie cu un război civil în interiorul organizației Hidra, distrugerea Sindicatului și reînvierea Craniului Roșu.

#### Sezonul 2
Pe măsură ce progresează, agentul și rău-făcătorii se extind pe toată planeta. Anglia, Wakanda, San Francisco și Tărâmul Sălbatic sunt locurile în care se dau lupte.

#### Misiunile zilnice
Lansate în data de 9 decembrie 2014, au ca scop obținerea de cutii simbiotice pentru recrutarea Hibridului. Sunt valabile 24 de ore. Terminarea misiunii oferă 5 cutii simbiotice, dar obținerea celor 5 stele, precum în sezonul 1 aduce și 5 puncte de comandă + 1 lingou de aur.
| Misiune zilnică            | Rău-făcători             | Recompensă           | Dată               |
| -------------------------- | ------------------------ | -------------------- | ------------------ |
| Doar Răzbunători           | Baronul Zemo             | ?                    | 9. decembrie 2014  |
| Doar tacticieni            | Mefisto și Baronul Mordo | Izotop 8 specializat | 10. decembrie 2014 |
| Doar femei                 | Selena și Mistica        | Arme speciale        | 11. decembrie 2014 |
| Doar atacuri tăioase       | Arcade                   | Arme speciale        | 12. decembrie 2014 |
| Doar mutanți               | Bastion                  | Cutii încuiate       | 13. decembrie 2014 |
| Orice erou, dar fără agent | Dormammu                 | Puncte de comandă    | 14. decembrie 2014 |
| Fără restricții            | Pelerină Rubinie         | Izotop îmbogățit     | 15. decembrie 2014 |
| Doar echipa Fulgerelor     | Spiridușul Verde         | Mâncare              | 16. decembrie 2014 |
| Doar distrugători          | Hibrid                   | Izotop specializat   | 17. decembrie 2014 |
| Prieteni cu Omul-Păianjen  | Misterio                 | Arme                 | 18. decembrie 2014 |
| Doar magicieni             | Inimă Neagră             | Cutii încuiate       | 19. decembrie 2014 |
| Doar zei                   | Skadi                    | Arme                 | 20. decembrie 2014 |
| Toți înafară de agent      | Omul-Primată             | Puncte de comandă    | 21. decembrie 2014 |
| Fără restricții            | Malekith                 | Izotop îmbogățit     | 22. decembrie 2014 |
| Doar răzbunători           | Baronul Zemo             | Resurse              | 23. decembrie 2014 |

De asemenea pentru mai multe cutii încuiate, ce îl deblochează pe Hibrid, jucătorul are și 4 misiuni:
- Folosește 5 bulgări de zăpadă.
- Colectează 5 prăjituri pentru Crăciun.
- Folosește 5 cadouri în luptă.
- Colectează 5 prăjiturele cu lapte.

### Clasele de caracter
Jucătorul preia controlul asupra unui agent al S.C.U.T. având libertatea de a îl personaliza pe deplin. Agentul câștigă experiență, atinge diferite nivele, precum și obține diferite arme și uniforme în cadrul jocului. Cu cât avansezi în nivel, cu atât armele, uniformele și obiectele sunt mai puternice. Se pot folosi, 2 eroi în bătălie din cei 55 disponibi în joc, fiecare cu aptitudinile și abilitățile lor unice. Jucătorii încep cu doar câțiva eroi (4: Omul de Fier, Ciclopul, Ochi de Șoim și Văduva Neagră), ceilalți costând puncte de comandă. Pentru a recruta eroii trebuie să aduni punctele de comandă. Acțiunea este împărțită în 2: Jucător contra jucător (unde jucătorii se duelează) și cariera fiecărui agent, împărțită în 2 sezoane a câte 12 capitole (se poate juca doar capitolul 1 în prezent) + Operațiunile Speciale care sunt independente față de cariera agentului, durează între 23 și 37 de zile și oferă ca premiu special un erou mai puternic. Luptele se duc între eroi și mai multe valuri de unu, doi sau trei dușmani. Fiecare personaj are atacuri unice dar unele pot fi și asemănătoare, de exemplu raza repulsoare a Omului de Fier și a Mașinii de Război . Există 6 clase de caracter, fiecare cu o putere specifică și o slăbiciune specifică la una dintre celelalte clase, astfel încât să nu existe o clasă fără niciun dezavantaj. Cele 6 clase sunt:
- Distrugător / Blaster: - Orice atac împotriva unui Zdrobitor este critic și ignoră apărarea acestuia.

- Zdrobitor / Bruiser: - Devine mai puternic, mai nervos și mai dur atunci când atacă sau este atacat de un Violent.

- Violent / Scrapper: - Atunci când atacă un Spion, efectuează un al 2-lea atac asupra lui. De asemenea dacă este atacat de un Spion, următorul atac este dublu, indiferent de clasa adversarului. Al 2-lea atac al Violentului este prestabilit de joc și nu poți alege un altul.

- Spion / Infiltrator: - Dacă este atacat de către un Tactician, contraatacă. De asemenea, câștigă reflexe de luptă și pentru câteva ture contraatacă orice atac, indiferent de clasa de caracter din care face parte atacatorul și atacurile nu pot fi contraatacate.

- Tactician / Tactician: - Atunci când atacă un Distrugător, primește un atac în plus. Spre deosebire de Violent, care atacă de 2 ori același dușman, Tacticianul poate alege un alt dușman pentru atac.

- Generalist / Generalist: - Nu are avantaje sau dezavantaje în raport cu celelalte clase.

### Eroi și personaje pozitive
| Distrugători | Zdrobitori | Luptători | Spioni | Strategi | Generaliști | Personaje de sprijin | Urmează în joc |
| --- | --- | --- | --- | --- | --- | --- | -------------- |
| - May Parker - Richard Rider - Elsa Bloodstone - Groază - Baronul Mordo - Omul de Fier - Misty Knight - Hibrid - Cristal - Viscol - Foc Solar - Nobilul - Vrăjitoarea Roșie - Ghiulea - Nico Minoru - Haos - Domino - Viziune - Doctor Voodoo - Karolina Dean - Cablu - Instalatorul - Torța Umană - Phoenix - Electro - Deathlok - Death Locket - Domnișoara Minune - Furtună - Nova - Dr. Bizar - Daimon Hellstrom - Ratonul Rachetă | - Gwen Stacy - Anya Corazon - Thor - Ka-Zar - Molly Hayes - Anti-Venin - Hiperion - Omul de Nisip - Valchiria - Gorgon - Jessica Jones - Beta Ray Bill - Nebunul - Colosul - Omul de Gheață - Hercule - X-23 - Demolatorul - Tundra - Căpitanul Britania - Matahala Verde - Omul Minune - Ares - Tipa Verde - Lucru - Heimdall - Volstagg - Ciot | - Miguel O'Hara - Cavalerul America - Jane Foster - Pisica Iadului - Kamala Khan - Călugărița - Sif - Hogun - Lamă - Omul Putere - Karnak - Pumn de Fier - Avalanșă - Aventurierul Nesăbuit - Călărețul Fantomă - Argintul Viu - Scuipă-Foc - Angela - Chase Stein - Femeia Păianjen - Bursucul - Magic - Deadpool - Drax Distrugătorul - Santinela Omega - Union Jack - Colți - Fata Veveriță - Sfarmă-Stea | - Peter Parker - Miles Morales - Bomba-M - Gândacul - Capă și Spadă - Omul Furnică - Medusa - Satana - Electra - Amora - Kitty Pride - Stăpânul Stelei - Mihai Morbius - Dragonul Lunii - Victor Mancha - Psylocke - Femeia Invizibilă - Creatura Nopții - Pisica Neagră - Shanna - Șoim - Văduva Neagră - Viespea - Gambit - Tigra - Spirală - Fandral - Soldatul Iernii - Agentul Venin | - Omul Păianjen Superior - Tril - Șopârla - Bumerang - Ciclopul - Magneto - Kate Bishop - Cammi - Ochi de Șoim - Kraven Vânătorul - Hank Pym - Kang Cuceritorul - Fantomex - Cutremur - Rățoiul Howard - Loki - Piatra Lunară - Cavalerul Negru - Căpitanul America - Pantera Neagră - Gamora - Constrictor - Domnul Fantastic - Emma Frost - Mașină de Război - Salvatoarea - Fulger Negru - Matahala Roșie | - Omul Păianjen "Negru" - Mătase - Minunea Albastră - Supraveghetorul - Distrugătorul - Bestie - Pungașa - Mierla - Justițiarul - Cavalerul Lunii - Coleen Wing - Îngerul - Agentul Începător | - Nick Furry - Maria Hill - Prof. Charles Xavier - Agentul Coulson - Del Rusk - Odin Borson - Cull Borson - Jasper Sitwell |                |

### Personaje negative
| Anti-Eroi | Dușmani de rând | Urmează în joc                                                    |
| --- | --- | ----------------------------------------------------------------- |
| - Dracula - Vortexul Negru - Omul Radioactiv - Buricul Pământului - Omul Mov - Groază - Bufniță - Gândacul - Elektro - Karn - Loki - Hibrid - Țipăt - Masacru - Sauron - Umar - Ymir - Surtur - Distrugătorul de Steaguri - Hella - Domnul Sinistru - Malekith - Selene - Apocalips - Călăreții Apocalipsei - Foamete - Război - Pestilență - Moarte - Kurse - Arcade - Marele Evoluționist - Păcat - Răzbunătorii întunecați - Bursucul Întunecat - Întunecatul Thor - Văduva Întunecată - Întunecatul Ochi de Șoim - Venin - Inimă Neagră - Supraveghetorul - Omul Maimuță - Batroc Săritorul - Soldatul Iernii - Secerătorul Macabru - Thanos - Omul de Zahăr - Corvus Spadă - Arnim Zola - Baronul von Strucker - Kang Cuceritorul - M.O.D.O.K. - Omul de Titan - Viscol - Eric Savin - Monolitul Viu/Faraonul Viu - Fixer - Amora - Abominație - Dinamul Purpuriu - Robă Purpurie - Garguiul Gri - Avalanșă - Baronul Mordo - Baronul Zemo - Ochi de Taur - Armură I.M.A. - Constrictor - Bumerang - Omul de Zahăr - Proxima - Distrugătorul - Dormammu - Dr. Moarte - Dr. Caracatiță - Elektra - Călăul - Spiridușul Verde - Cap de Ciocan - Cei 4 Hydra: - - Omul Arc - Ciocan - Forță Tactică - Militantul - Armura HYDRA - Omul Apă - Jack O'Lantern - Demolatorul - Doamna Mascată - Magneto - Mefisto - Satana - Piatra Lunii - Mistica - Nitro - Pată de Cerneală - Colți - Rază X - Vector - Omul de Nisip - Sentinele - Pelerină - Broscoiul - Vapor - Fier Placat - Dragonița - Vipera - Vulturul - Biciuitorul - Ultron - Stegron - Morgan La Fey - Craniul Roșu - Echipa de demolare: - - Jefuitorul - Berbec - Bila Demolatoare - Buldozerul | - Soldați Spartaxieni - Elfii întunecați - Membri U.L.T.I.M.A.T.U.M. - - Nihilist - Agitator - Instigator - Cei fără minte - Dinozaurii Saurieni - - Soldați - Înțelepți - Prefăcuți - Sentinele - Demonii lui Mefisto - - Sicupscis - Nefaralae - Verignis - Domina - 4 brațe - Prefecți - Meretrix - Războinici - Auspex - Inves - Incascia - Harpii - Cusptero - Spiculum - Subcinctus - Evadați - Bătăuși - Pușcăriași - Cercetători I.M.A. - Brute - Soldați Hydra - Tunari Hydra - Instigatori - Lunetist Hellfire - Asasin Maggia - Asasin Ninja - Infractori - Ofițeri Hydra - Ofițeri AIM - Giganții de gheață - Fizician - Subiecții de testare: - - SP-Alfa - TA-Alfa - DI-Alfa - ZD-Alfa - VI-Alfa - SP-Beta - TA-Beta - DI-Beta - ZD-Beta - VI-Beta - Gorilele Albe: - - Artilerist - Vânător - Gardienii robot: - - SP-Gardian - TA-Gardian - DI-Gardian - ZD-Gardian - VI-Gardian - Roboții Moarte - Huligan - Vampiri - - Criminal înrobit - Deținut înrobit - Mafiot înrobit - Biotehnician - Cercetător A.I.M. | - Doamna Caracatiță - Mandarinul - Mandrilul - Buricul Pământului |

### Recrutarea Eroilor
Fiecare erou are un preț exprimat în Puncte de Comandă. Tu, ca agent, trebuie să ai un număr diferit de puncte de comandă pentru a recruta în echipa ta eroii. Pentru a putea să-i îmbunătățești sau să-i adaptezi diferitelor bătălii, o parte din eroi au mai multe uniforme (cu costuri diferite și care pot schimba clasa). Majoritatea eroilor costă 90 de PC, dar câteva excepții sunt cei care costă 135 PC, 23 PC, 33PC, 48 PC și câțiva la ofertă de 15 PC, pentru a fi recrutați rapid de către jucătorii începători.
- Omul de Fier = gratuit.
- Toți eroii care au fost premii speciale în sezoanele de luptă contra altor jucători, au prețul de 135 PC.
- Ochi de Șoim, Ciclop, Pisica Neagră, Văduva Neagră, Tipa Verde, Femeia Invizibilă, Pumn de Fier, Domnișoara Minune = 15 PC.
- Dr. Bizar, Omul Putere, Colosul, Sif = 23 PC.
- Domnul Fantastic, Lucru, Kitty Pride, Femeia Păianjen, Torța Umană = 33 PC.
- Phoenix, Aventurierul Nesăbuit, Mașină de Război, Nightcrawler, Argintul Viu, Furtună = 48 PC.
- Coțofana = 200 PC la ofertă de Vinerea Neagră.
- Eroii care nu sunt scriși aici au prețul de 90 PC.
- Uniformele Phoenix 5 și Călărețul Fantomă au fost la vânzare timp de 3 zile pentru 200 PC.

Uniformele pot avea și însușiri speciale, ce fac eroul mai puternic ca de exemplu uniformele Fundația Viitorului (pentru Cei 4 Fantastici + Omul Păianjen, Phoenix 5 (Emma Frost, Phoenix, Colosul, Ciclopul, Magik), Negru și Grena (pt. Bursuc), Răzbunatorii ( Thor, Omul de Fier, Văduva Neagră, Ochi de Șoim, Hulk, Căpitanul America), ș.a.m.d.
Unii eroi, precum Viziune, Justițiarul și Sentinela Omega, își pot schimba clasa în timpul bătăliei, fără să fie nevoie de o altă uniformă sau costuri suplimentare de schimbare a clasei. De asemenea putem avea în echipa noastră toate cele 6 clase astfel: Agentul generalist, Viziune infiltrator + distrugător și Sentinela Omega ce poate fi violent, zdrobitor sau tactician.

### Eroii din Operațiunile Speciale, de colecție și din bătăliile contra altor jucători (JcJ)
Acești eroi sunt de obicei mai puternici, au abilități mai bune și valorează mai mult. Sunt oferiți ca premii în duelurile contra altor jucători și în operațiunile speciale, împreună cu diferite arme și alte recompense cum ar fi aur, puncte de comandă și bani.

#### Eroi din Operațiunile Speciale
| Operațiunea Specială # | Eroul recrutat                  |
| ---------------------- | ------------------------------- |
| #01                    | Mierla                          |
| #02                    | Emma Frost                      |
| #03                    | Magik                           |
| #04                    | Călărețul Fantomă               |
| #05                    | Valchiria                       |
| #06                    | Havok                           |
| #07                    | Hank Pym                        |
| #08                    | Viziune                         |
| #09                    | Salvatoarea                     |
| #10                    | Omul Minune                     |
| #11                    | Daimon Hellstrom                |
| #12                    | Ares                            |
| #13                    | Fulger Negru                    |
| #14                    | Heimdall                        |
| #15                    | Nico Minoru                     |
| #16                    | Omul de Gheață                  |
| #17                    | Șoim                            |
| #18                    | Anti-Venin                      |
| #19                    | Ghiulea                         |
| #20                    | Stăpânul-Stelei                 |
| #21                    | Ka-Zar                          |
| #22                    | Lamă                            |
| #23                    | Cristal                         |
| #24                    | Beta Ray Bill                   |
| #25                    | Chase Stein                     |
| #26                    | Armura Anti-Matahală            |
| #27                    | Miles Morales                   |
| #28                    | Omul Furnică                    |
| #29                    | Mătase                          |
| #30                    | Scuipă-Foc                      |
| #31                    | Jessica Jones                   |
| #32                    | Tipa Roșie                      |
| #33                    | Cammi                           |
| #34                    | Minunea Albastră și Jane Foster |
| #35                    | Călugărița                      |

#### Eroi din duelurile contra altor jucători
| Sezon # | Recompensa pentru Liga de Adamantium |
| ------- | ------------------------------------ |
| #01     | Deadpool                             |
| #02     | Cablu                                |
| #03     | Psylocke                             |
| #04     | Justițiarul                          |
| #05     | X-23                                 |
| #06     | Fantomex                             |
| #07     | Sfarmă-Stea                          |
| #08     | Matahală Roșie                       |
| #09     | Înger                                |
| #10     | Nebunul                              |
| #11     | Spirală                              |
| #12     | Domino                               |
| #13     | Agentul Venin                        |
| #14     | Hogun                                |
| #15     | Ratonul Rachetă                      |
| #16     | Drax Distrugătorul                   |
| #17     | Karnak                               |
| #18     | Nova                                 |
| #19     | Angela                               |
| #20     | Victor Mancha                        |
| #21     | Deathlok                             |
| #22     | Omul Păianjen "Negru"                |
| #23     | Anya Corazon                         |
| #24     | Bomba-M                              |
| #25     | Misty Knight                         |
| #26     | Coleen Wing                          |
| #27     | Vânătorul Kraven                     |
| #28     | Pisica Iadului                       |
| #29     | Capă și Spadă                        |
| #30     | Gândac                               |
| #31     | Tril                                 |

#### Eroi de colecție
Eroii de colecție sunt de fapt, rău-făcători care au devenit sau redevenit eroi din anumite motive sau pentru anumte cauze. Constrictor de exemplu, a început ca agent la S.C.U.T., mai apoi pentru bani a devenit superrău-făcător și din nou a trecut la fapte bune. Santinela de exemplu, a fost polițistă în India, una dintre cele mai bune, dar a fost răpită și modificată genetic. Eroii au reușit să-i reprogrameze creierul și să-i redea amintirile furate. Magneto a intrat în alianță pentru a-l înfrânge pe Craniul Roșu. Aceste personaje pot fi recrutate doar dacă sunt colectate toate cele 8 numere ale revistelor de benzi desenate Marvel, dedicate anumitor super-eroi.
| Cutie încuiată   | Erou obținut           | Lucruri de colecție      |  |
| ---------------- | ---------------------- | ------------------------ |  |
| Magnetică        | Magneto                | Colecția Magnetică       |  |
| Omega            | Sentinela Omega        | Colecția Omega           |  |
| De neoprit       | Demolatorul            | Colecția Demolatoare     |  |
| Încolăcită       | Constrictor            | Colecția încolăcită      |  |
| Demonică         | Satana                 | Colecția Demonică        |  |
| Umbrită          | Electra                | Colecția Umbrită         |  |
| Inumană          | Nobilul                | Colecția Inumană         |  |
| Înșelătoare      | Loki                   | Colecția Înșelătoare     |  |
| Zgâriată         | Colți                  | Colecția Zgâriată        |  |
| Iminentă         | Doctor Moarte          | Colecția Iminentă        |  |
| Psihică          | Piatra Lunii           | Colecția Psihică         |  |
| Replică          | Supraveghetorul        | Colecția Identică        |  |
| Nisipoasă        | Omul de Nisip          | Colecția Nisipoasă       |  |
| Sonică           | Avalanșă               | Colecția Sonică          |  |
| Atemporală       | Kang                   | Colecția Atemporală      |  |
| Uneltelor        | Fixer                  | Colecția Uneltelor       |  |
| Hibridă          | Hibrid                 | Colecția Simbiotică      |  |
| Vrăjită          | Amora                  | Colecția Vrăjită         |  |
| Indestructibilă  | Distrugătorul          | Colecția Indestructibilă |  |
| Superioară       | Omul Păianjen Superior | Colecția Superioară      |  |
| Atomică          | Hyperion               | Colecția Atomică         |  |
| Magică           | Baronul Mordo          | Colecția Magică          |  |
| Înghețată        | Viscol                 | Colecția Înghețată       |  |
| Bumerang         | Bumerang               | Colecția Bumerang        |  |
| Rață la conservă | Howard Rățoiul         | Colecția Rață            |  |
| Iarnă            | Soldatul Iernii        | Colecția de Iarnă        |  |
| Reptiliană       | Șopârlă                | Colecția reptiliană      |  |
| Scânteie         | Electro                | Colecția cu scântei      |  |
| Șocantă          | Groază                 | Colecția șocantă         |  |

### Resurse
Resursele sunt necesare pentru a putea efectua misiunile din joc.
- 1. Energia – Necesară pentru lupte împotriva dușmanilor.
- 2. Punctele de Duel – Necesare pentru lupte împotriva altor jucători.
- 3. IZO-8 – Izotopul 8 este necesar pentru a crește puterea echipei de eroi, dar și a agentului.
- 4. IZO-8 instabil – O formă instabilă a izotopului 8, necesare pentru a putea juca operațiunile speciale. 10 sticluțe/luptă pentru antagoniștii de rând și 20 de sticluțe pentru anti-eroi.
- 5. Puncte SCUT – Sunt folosite la antrenarea eroilor, cercetarea unor arme și cumpărarea echipamentelor.
- 6. Puncte de Comandă – Sunt folosite la deblocarea eroilor (lărgirea echipei), dar și la deblocarea anumitor costume ce oferă eroilor noi abilități, ori le schimbă clasa de caracter.
- 7. Aurul – Aurul se cumpără sau se primește gratuit ca recompensă din joc. Este folosit la cumpărarea de IZO-8, puncte de comandă, energie, IZO-8-I, puncte SCUT, ș.a.m.d.
- 8. Argintul – Moneda din acest joc. Cu argintul putem antrena eroii, cumpăra navete, echipament, cerceta noi arme, etc.
- 9. Cutiile încuitate – Sunt câștigate după efectuarea anumitor sarcini, dar pot fi și cumpărate la prețul de 1 lingou de aur. Sunt folosite pentru a colecționa anumiți super-eroi care și-au început cariera ca rău-făcători.
- 10. Izotopul 8 îmbogățit – o formă îmbogățită a izotopului 8 normal, care oferă personajelor puteri ce nu le-ar fi avut în mod obișnuit, sau le deblochează adevăratul potențial cu însușiri nou-nouțe. Sunt 3 categorii: pe clase de caracter, pe caracter și generale.
- 11. Izotopul 8 sporit – o formă sporită a izotopului îmbogățit, care este centrat pe acțiunile personajelor, îmbunătățindu-le pe fiecare în parte. La nivelul 13 fiecare personaj poate purta un singur izotop sporit (pentru o singură abilitate), iar la nivelul 14 toate abilitățile pot fi sporite.
- 12. Punctele de simulare – sunt în număr de maxim 3 și se reîncarcă la fiecare 12 ore câte 1 punct. Simulatorul este sala de antrenament a eroilor, o caracteristică nouă în joc. Sunt prezente mai multe seturi a câte 10 sarcini, care se încheie cu o recompensă de 10 lingouri de aur. Simulatorul poate replica orice dușman sau poate fi folosit pe post de armă. Astfel în unele sarcini trebuie să învingi cu anumite handicapuri, ca de exemplu să iei foc mereu sau să nu poți să aplici avantaje ori dezvantaje.

### Locațiile din joc
- Londra
- Bifrost (curcubeul magic din mitologia nordică, ce face legătura cu Asgardul)
- Tărâmul elfilor (Svartalheim, tărâmul din mitologia nordică unde trăiesc piticii)
- Închisoarea Alcatraz
- Reședința Răzbunătorilor
- Turnul Răzbunătorilor
- Madripoor
- Clădirea Baxter
- Tărâmul Sălbatic
- San Francisco
- Spitalul Belvedere
- Podul Brooklyn
- Orășelul Chinezesc
- Clădirea Chrysler
- Columbus Circle
- Clădirea Empire State
- Universitatea Empire State
- Districtul Financiar
- Bucătăria Iadului
- Ambasada Latveriei (țara imaginară pe care Dr. Moarte o conduce, învecinată cu România)
- Mica Italie
- Districtul abatorului
- Muzeul de Istorie Naturală
- Biblioteca Publică din New York
- Cheiul 94
- Insula Ryker
- Sfântul Sanctuar
- Catedrala Sf. Patrick
- Times Square
- Sediul Națiunilor Unite
- USS Intrepid
- Utopia (țară imaginară)
- Stadionul Yankee
- Yorkville
- Wakanda (țară imaginară din Africa)
- Orașul Riverside (oraș imaginar în Wakanda)